# Plataforma Democràtica d'Aragó
Plataforma Democràtica d'Aragó (PDA) fou un organisme unitari d'oposició al franquisme creat a Aragó en la segona meitat de 1975 per membres del Comitè Aragonès de Lluita per la Llibertat, que havia estat creat al maig de 1975, i en formaven part el Partit Socialista Obrer Espanyol (PSOE), el Partit Carlí d'Aragó, les Joventuts Socialistes, la Unió General de Treballadors, la Federació Obrera Socialista, els Comitès d'Estudiants Revolucionaris de Saragossa (CE.RZ) i el Moviment Comunista d'Aragó (MCA).
Quan es va constituir la Plataforma de Convergència Democràtica a nivell espanyol, es va acordar la creació de la PDA, en la qual van quedar englobats el Partit Carlista, PSOE, ORT, Izquierda Democrática i MCA. Després de la mort de Francisco Franco el novembre de 1975, la PDA es va fusionar en un únic organisme unitari amb la Junta Democràtica d'Aragó (JDA), de la mateixa manera que a nivell estatal s'havia format la Platajunta, que a Aragó fou anomenada Coordinació Democràtica d'Aragó.